# Ворота Каракуль
Ворота Каракуль (Каракульские; Коракуль; Хадж) (узб. Qorako'l darvozasi) — крепостные ворота в Бухаре (Узбекистан), воздвигнутые во второй половине XVI века (в промежутке 1558—1575 годов), при узбекском правителе Абдулла-хане II, в тогдашней столице Бухарского ханства. Были установлены на юго-западной части бухарской крепостной стены. Являются одними из 2-х хорошо сохранившихся и 11-ти когда либо существовавших ворот Бухары. Эти также, одни из двух ворот на которые были направлены основные силы Красной Армии, под командованием М. В. Фрунзе, при Бухарской операции. Отреставрированы в 1975 году мастером А. Асраровым. Находятся на улице «Мирокон» махалли «Сомонийлар боги».
Ворота получили своё название от одноимённого города — Каракуля, через которого проходили купцы приезжавшие в Бухару из Среднего и Ближнего Востока, и паломники хаджа в сторону Мекки и Медины.
Архитектурный памятник входит в «Национальный перечень объектов недвижимости материального культурного наследия Узбекистана» и является частью «Исторического центра города Бухара», включённой в список объектов всемирного наследия ЮНЕСКО. В настоящее время является объектом туристического показа.
Государственная программа предусматривала исследование, капитальное восстановление и реставрацию ворот в 2019 году.